# Pedro Orrente
Pedro Orrente (1580-19 janvier 1645) est un peintre espagnol, traditionnellement rattaché à la période baroque.

## Biographie
Né dans la ville de Murcie (région de Murcie), il semble avoir côtoyé Le Greco à Tolède, où il peint notamment une Naissance du Christ pour la cathédrale de la même ville. Il voyage beaucoup, peignant surtout à Murcie ou à Cuenca. A Valence, il peint un Saint-Sébastien pour la cathédrale et une Marie-Madeleine pénitente. 
Dirigeant un atelier pour répondre aux commandes, il a formé des peintres comme Esteban March et Garcia Salmeron. A Madrid, il peint des tableaux qui ont été transférés au Palacia del Buen Retiro. Il voyage également à Séville, où il rencontre Francisco Pacheco.
Connu surtout pour ses peintures religieuses, Pedro Orrente a également peint des paysages et des scènes d'histoire.

## Œuvres
- L'Adoration des bergers - Musée Goya
- Saint-Sébastien, cathédrale de Valence (Espagne)
- Martyre de Saint-Jacques le Majeur, Valence
- Marie-Madeleine pénitente, Valence

L'Adoration des bergers - Musée Goya
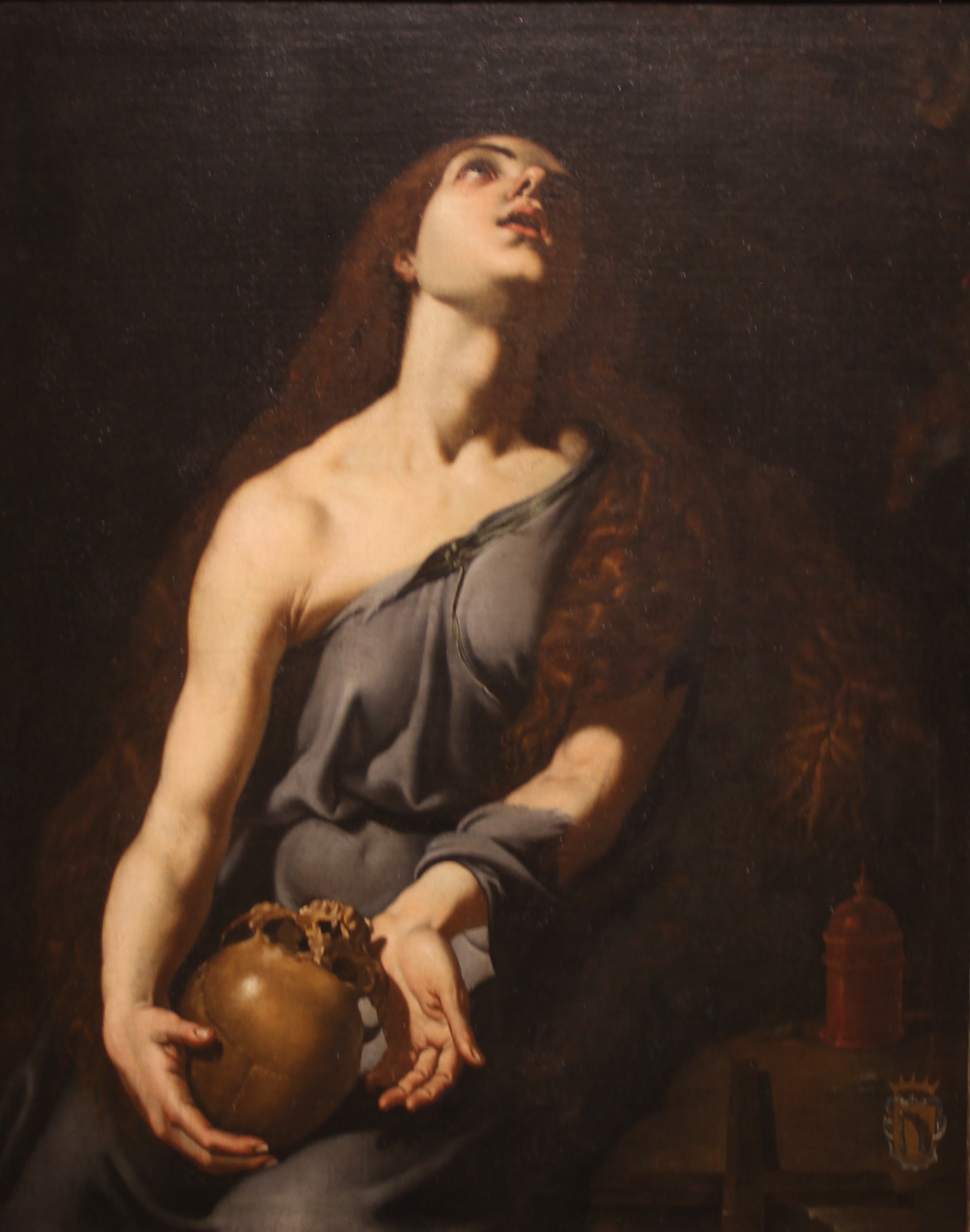
Marie-Madeleine pénitente